# Apamea ferens
Apamea ferens är en fjärilsart som beskrevs av Smith 1903. Apamea ferens ingår i släktet Apamea och familjen nattflyn. Inga underarter finns listade i Catalogue of Life.